# Sieur d'Arques
Sieur d’Arques, créée en 1946, est une cave coopérative réunissant 205 viticulteurs. Elle est située à Limoux, au sud de Carcassonne dans l'Aude.

## Historique
L’histoire du vignoble Languedocien remonte au Ve siècle av. J.-C. lorsque les Grecs y introduisent la vigne et ses pratiques culturales. En 1531, les moines Bénédictins de l’Abbaye de Saint Hilaire, une commune voisine de Limoux, produisent le premier vin effervescent. En 1544, le Sieur d’Arques, seigneur de la région, conquis par ce vin effervescent, a pour coutume de lamper des « flascons » de Blanquette pour fêter dignement ses victoires. Quatre siècles plus tard, forts de cette anecdote historique, les vignerons baptiseront leur cave sous le nom de Sieur d’Arques.
L’AOC Blanquette de Limoux est créée en 1938, il s'agit de la première AOC du Languedoc et l’une des premières appellations de France (décrets du 18 février 1938). Née en 1946 de la volonté d’une poignée de vignerons désireux de prendre leur destin en main, la Société des Producteurs de Blanquette de Limoux ne sera renommée Sieur d’Arques que dans les années 1990.
En 1990, la cave organise la première édition de Toques et clochers, une fête populaire et une des plus importantes ventes aux enchères de vin en France. Le premier invité d'honneur est le chef cuisinier Pierre Troisgros, suivi de Paul Bocuse et d'Alain Ducasse en 1991 et 1992. 29 ans plus tard, l’événement accueille entre 30 000 et 50 000 personnes annuellement.
Reconnue comme un acteur majeur en Languedoc, la cave est aujourd'hui séparée en deux unités, elle possède son propre laboratoire d'analyse, deux boutiques de vente et son musée du vin.

## Vignoble
Son vignoble d'une surface d'environ 1 800 hectares.

## Vinification
Les vins effervescents sont le cœur de métier historique de la cave Sieur d’Arques, qui utilise à la fois la méthode traditionnelle (Blanquette de Limoux et crémant de Limoux) et la méthode ancestrale.
Les vins tranquilles sont élaborés par la cave, en rouge, blanc et rosé, sous les appellations Limoux, Pays d’Oc et Haute-Vallée de l’Aude.
Le terroir de Limoux est utilisé avec le cépage chardonnay. Le Limoux blanc présente la particularité d'être la seule appellation du Languedoc-Roussillon dont la fermentation et l'élevage doivent se faire obligatoirement en fûts de chêne à partir de raisins qui titrent un minimum de 11% vol. potentiel.
Les cépages de l’appellation sont le mauzac, le chardonnay et le pinot Noir. Le merlot, la syrah et le grenache caractérisent les rouges.

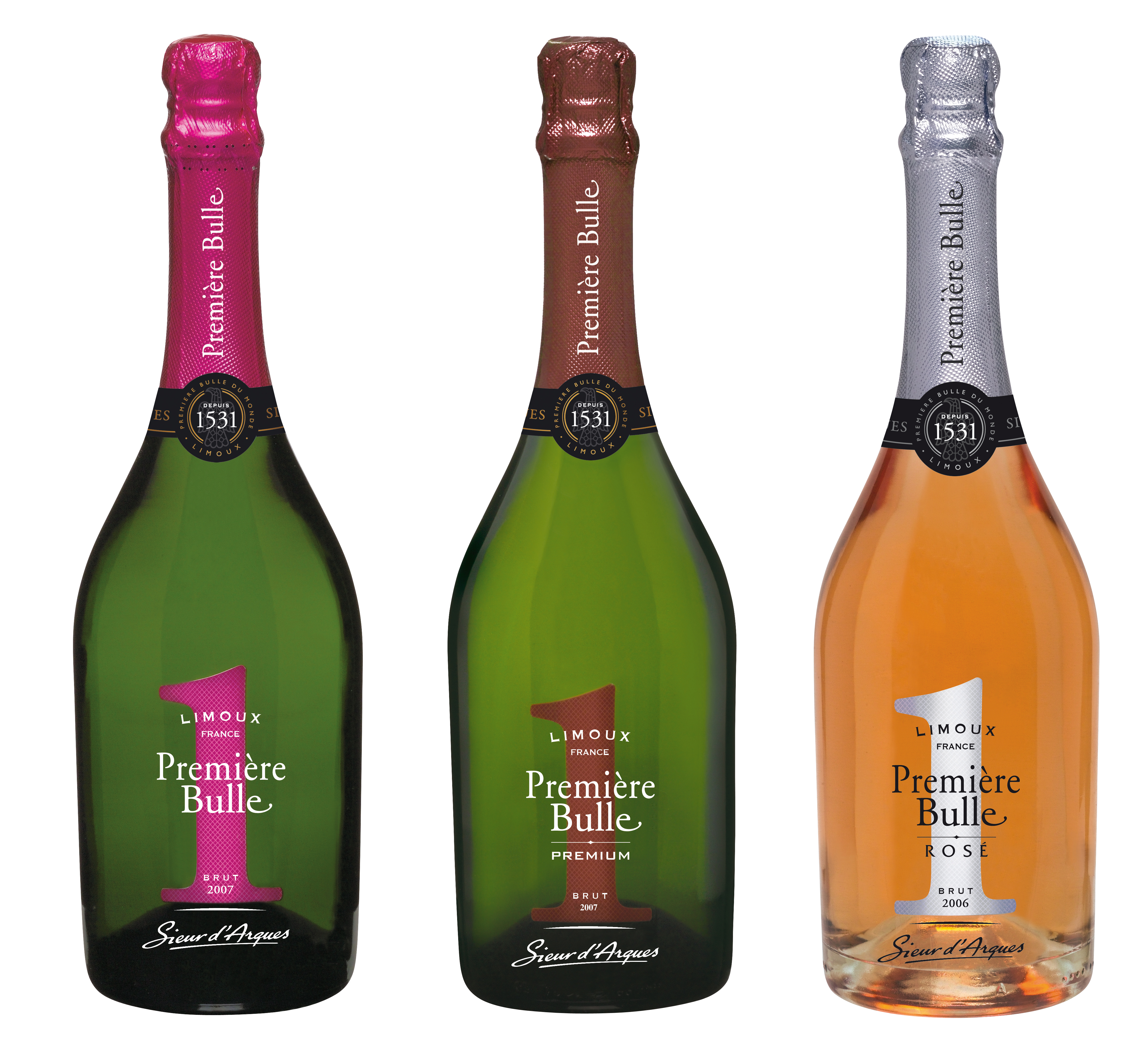
Gamme de vins "Première Bulle"

## Production
La cave élabore 7 300 000 bouteilles de vins effervescents (en AOC) et 466 000 bouteilles d'appellation Limoux par an, distribuées à 35 % à l'export et 65 % en France.

## Certifications de qualité
Sieur d'Arques est certifiée :
- pour son management de la qualité, ISO 9000-1 : 2008 ;
- pour la sécurité de ses denrées alimentaires, ISO 22000 : 2005 ;
- pour la transformation alimentaire et le conditionnement de ses produits, IFS version 6 ;
- pour son système d'étiquetage : BRC (British Retail Consortium Global Food Standard) ;
- par Écocert, pour ses produits issus de l’agriculture biologique.

## Engagement durable
Depuis 2007, le groupe Sieur d'Arques est engagé aux côtés de caves viticoles leaders françaises dans une démarche de responsabilité, de l'élaboration du vin au verre de dégustation : Vignerons en développement durable.